# Heterotetracystis intermedia
Heterotetracystis intermedia, vrsta zelenih algi iz porodice Tetracystaceae. H. intermedia je terestrijalna vrsta otkrivena na području državne šume Cedars of Lebanon State Forest, u Tenneesseeju.